# Trafoia incarum
Trafoia incarum är en tvåvingeart som först beskrevs av Townsend 1912.  Trafoia incarum ingår i släktet Trafoia och familjen parasitflugor.
Artens utbredningsområde är Peru. Inga underarter finns listade i Catalogue of Life.